# Narrenliteratur
Narrenliteratur wird eine volkstümliche, satirische Literatur genannt, die eine Beschreibung der menschlichen Schwächen durch Karikierung und Übertreibung zum Inhalt hat, und in der Narrenfiguren Träger von Zeit- und Moralkritik sind. Hierzu sind neben Sebastian Brants einflussreicher Verssatire Narrenschiff (1494) auch Lob der Torheit (1509) von Erasmus von Rotterdam, sowie die Schildbürger und Till Eulenspiegel (1515) zu zählen.

## Herleitung des Begriffs in der literaturwissenschaftlichen Forschung
Mit Narrenliteratur werden in der heutigen Forschung literarische Werke bezeichnet, die sich – ähnlich wie die Ikonographie in mittelalterlichen Psalterhandschriften des Psalmes 52 – inhaltlich mit der Gegenüberstellung eines weisen Königs mit einem weltlichen Gegenpart beschäftigen. Analog zur Visualisierung der Weisheit (lateinisch sapientia) mit der Narrheit (lateinisch stultitia) befinden sich in der frühen Narrenliteratur König Salomo und ein weltlicher Mensch im Zwiegespräch. Während in den Psaltermalerereien der König durch David verkörpert wird, entspricht die weltliche Figur in der Narrenliteratur ab dem späten 12. Jahrhundert der des Psalmes 52 in der Ikonographie: dem Narren in seiner ganzen „Vielfalt“ als gottverneinender, ungläubiger Mensch.
Während die Narrenliteratur seit dem 11. Jahrhundert bezeugt ist, wird schon früh – mit der Veränderung zum Gottlosen – die fingierte Figur des Narren mit dem Namen Markolf oder Morolf benannt, der als Parodist des weisen Königs auftritt (siehe z. B. Salman und Morolf). Die Figur des Markolfs erfreut sich in der deutschen, französischen und englischen Literatur bis ins ausgehende Mittelalter großer Beliebtheit, wogegen der Narr an sich außerhalb der „Markolftradition“ keine größere Rolle in der Literatur spielt. Vereinzelt taucht er in sogenannten Exempla auf, manchmal wird auch das Hofnarrenmotiv zum Thema gemacht. Häufiger schon erscheint er in Fastnachtsspielen des 15. Jahrhunderts.
Mit der Gleichsetzung des Narren mit der Sünde (Tod, Gottesferne) erscheint der Narr erstmals in einem Bildbogen aus der Mitte des 15. Jahrhunderts, in dem er als Verbildlichung der sieben Laster Spruchbänder in der Hand hält, die gewissen Literaturcharakter aufweisen (sog. „Acht-Narren-Bilderbogen“).

## Bekannte Werke der Narrenliteratur
Schlagartig bekannt – und damit zur wichtigsten Symbolgestalt des ausgehenden Mittelalters – wird die Figur des Narren durch Sebastian Brants Narrenschiff (1. Auflage 1494). Das Werk, das allmögliche Dummheiten, Laster und Übeltaten teils satirisch, teils lehrhaft anprangert, war der deutschsprachige und damit volkssprachliche Bestseller des ausgehenden 15. und des 16. Jahrhunderts. Mehrere Übersetzungen in andere europäische Landessprachen sowie ins gesamt-okzidentale Latein der Gelehrten folgten.

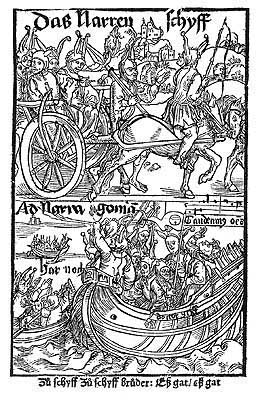
Titelseite aus Sebastian Brants Narrenschiff

Das „Narrenschiff“ Brants wurde anschließend in Predigten, insbesondere Johann Geilers von Kaysersberg, benutzt, um vor der Lasterhaftigkeit und der Gottesferne zu warnen. Thomas Murner, der bereits im zweiten Jahrzehnt des 16. Jahrhunderts einige Narrenwerke verfasste, gestaltete einige Jahre später den Narren als Personifikation der lutherischen Reformation (Von dem großen Lutherischen Narren (1522)). Damit wollte er ausdrücken, dass die Anhänger Luthers allesamt dem Insipiens, dem ungläubigen Narren des Psalmes 52 entsprächen.
Erasmus von Rotterdam begegnet in seinem Werk von 1509 Moriae Encomium sive Stultiae Laus (dt. „Lob der Torheit“) in eher unbefangen-heiterer Weise dem Narrenphänomen, was sich in den bekannten fastnächtlichen Schwänken von Hans Sachs und anderen fortsetzt.
Zur Zeit des Narrenschiffs entstand auch die bekannteste Fassung des Till Eulenspiegel, wenn auch der Stoff möglicherweise ins späte 14. Jahrhundert, sicher aber ins 15. Jahrhundert reicht.
Spätwirkungen Brants und seiner Zeitgenossen lassen sich sogar noch in Schriften des Barockpredigers Abraham a Sancta Clara nachweisen, während 1708 ein Narrenspiegel erschien, der die Kaysersbergsche Narragonische Schifffahrt vorstellte.
Die Narrensatire CENTI-FOLIUM STULTORUM In QUARTO Oder Hundert Ausbündige Narren, in FOLIO von Johann Christoph Weigel markierte 1709 nicht zuletzt durch die zahlreichen Kupferstich-Illustrationen einen Höhepunkt der barocken Narrenliteratur.
Das Werk Wol geschliffener Narrenspiegel von Wahrmund Jocaserius wurde 1710 veröffentlicht. Darin spottet Jacoserius beispielsweise über die Quacksalbereien von Ärzten.

### Primärliteratur
- Erasmus von Rotterdam: Lob der Narrheit. Mit vielen Kupfern nach den Illustrationen von Hans Holbein und einem Nachwort von Stefan Zweig. Diogenes, Zürich 1987, ISBN 3-257-21495-2 (Auch: In der Übersetzung von Lothar Schmidt und mit Federzeichnungen von Gabriele Mucchi. Faber & Faber, Leipzig 2005, ISBN 3-936618-60-7).
- Sebastian Brant: Das Narrenschiff. Mit allen 114 Holzschnitten des Drucks Basel 1494 (= Reclams Universal-Bibliothek 18333). Herausgegeben von Joachim Knape. Studienausgabe. Reclam, Stuttgart 2005, ISBN 3-15-018333-2.
- Sebastian Brant: Das Narrenschiff. Nach der Erstausgabe (Basel 1494) mit den Zusätzen der Ausgaben von 1495 und 1499 sowie den Holzschnitten der deutschen Originalausgaben (= Neudrucke deutscher Literaturwerke. NF Bd. 5). Herausgegeben von Manfred Lemmer. 4., erweiterte Auflage. Niemeyer, Tübingen 2004, ISBN 3-484-17105-7.
- Heinrich Wittenwiler: Der Ring (= Reclams Universal-Bibliothek 8749). Frühneuhochdeutsch / neuhochdeutsch. Nach dem Text von Edmund Wießner ins Neuhochdeutsche übersetzt und herausgegeben von Horst Brunner. Durchgesehene und bibliographisch ergänzte Ausgabe. Reclam, Stuttgart 2003, ISBN 3-15-008749-X (online).
- Thomas Murner: Narrenbeschwörung. Mit einem Briefe Murners in Handschriftendruck (= Thomas Murners Deutsche Schriften. Bd. 2). Herausgegeben von M. Spanier. de Gruyter, Berlin u. a. 1926.
- Thomas Murner: Von dem grossen Lutherischen Narren (1522). Hrsg., übersetzt und kommentiert von Thomas Neukirchen. Heidelberg 2014 (Beihefte zum Euphorion 83).

### Sekundärliteratur
- Ulrich Holbein: Unheilige Narren. 22 Lebensbilder. Marix Verlag, Wiesbaden 2012, ISBN 978-3-86539-300-5.
- Ulrich Holbein: Heilige Närrinnen. Marix Verlag, Wiesbaden, 2012
- Ulrich Holbein: Heilige Narren. Marix Verlag, Wiesbaden, 2012
- Ulrich Holbein: Narratorium. 255 Lebensbilder. Ammann Verlag, Zürich 2008, ISBN 978-3-250-10523-7.
- Barbara Könneker: Wesen und Wandlung der Narrenidee im Zeitalter des Humanismus. Brant, Murner, Erasmus. F. Steiner Verlag, Wiesbaden 1966 (Zugleich: Universität, Frankfurt am Main, Habilitations-Schrift).
- H. Wyss: Der Narr im schweizerischen Drama des 16. Jahrhunderts. Diss. Bern 1959.